# جغرافيا باكستان
| \| \|                           | |
| القارة                          | آسيا |
| المنطقة                         | جنوب آسيا |
| إحداثيات جغرافية                | 30°00'N 70°00'E |
| المساحة                         | 881,913 كم² (33) |
| الشريط الساحلي                  | |
| الحدود الأرضية                  | |
| الدول المجاورة وطول الحدود معها | الإجمالي: 6,975 كـم (4,334.1 ميل) أفغانستان: 2,643 كـم (1,642.3 ميل) الصين: 510 كـم (316.9 ميل) الهند: 2,910 كـم (1,808.2 ميل) إيران: 912 كـم (566.7 ميل) |
| أعلى نقطة                       | 8,616.3 متر |
| أدنى نقطة                       | 0 متر المحيط الهندي |
| فرق التوقيت                     | |
|                                 | |

جغرافيا باكستان تتميز باكستان بمزيج من المناظر الطبيعية ما بين السهول والصحاري والغابات والتلال والهضاب بدءًا من المناطق الساحلية في البحر العربي في الجنوب وصولًا إلى الجبال من مجموعة كاراكورام في الشمال. تقع آزاد كشمير والمناطق الشمالية في آسيا الوسطى على طول حافة الصفيحة الهندية وهي بالتالي معرضة للزلازل العنيفة حيث يوجد إثنتان من تكتونيات الصفائح التصادمية.
تحد باكستان الهند من الشرق وأفغانستان من الشمال الغربي وإيران من الغرب بينما تقع الصين على حدود الدولة في الشمال الشرقي. تقع الأمة جيوسياسيًا داخل بعض الحدود الإقليمية الأكثر إثارة للجدل والتي تشترك في النزاعات وتؤدي في كثير من الأحيان إلى تصعيد التوترات العسكرية بين الدول، على سبيل المثال، كشمير مع الهند وخط دوراند مع أفغانستان. تشمل حدودها الغربية ممر خيبر وممر بولان الذي كان بمثابة طرق الهجرة التقليدية بين وسط أوراسيا وجنوب آسيا.
بمساحة 881,913 كيلومتر مربع (340,509 ميل2)، باكستان هي الدولة 33 من حيث المساحة، أكثر بقليل تقريباً من مساحة أراضي فرنسا والمملكة المتحدة مجتمعتين.

## المناطق الجغرافية

### المرتفعات الشمالية

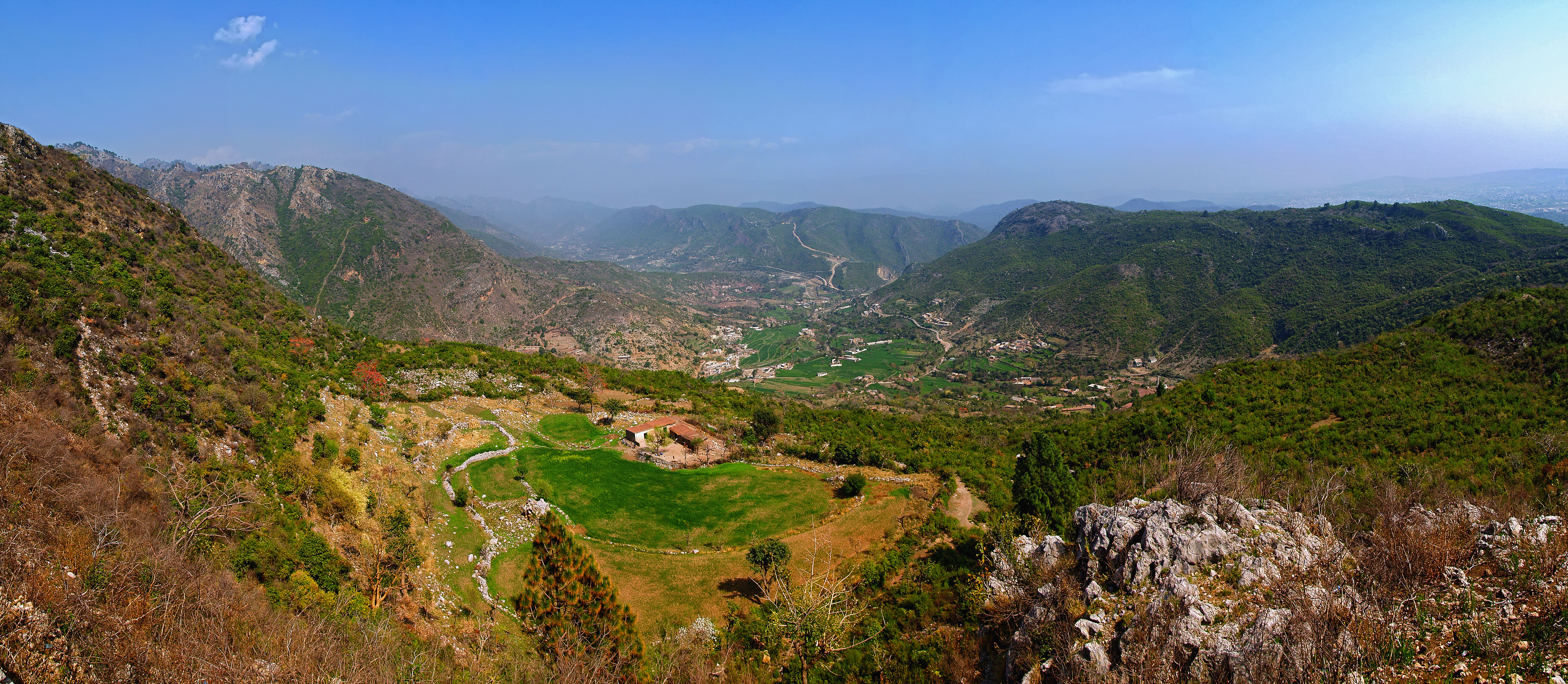
واد قريب من إسلام أباد

تشمل المرتفعات الشمالية أجزاء من منطقة هندو كوش في نطاق كاراكورام وجبال الهملايا. وتشمل هذه المنطقة القمم الشهيرة مثل جبل كي 2. (جبل غودوين أوستن، ذات ارتفاع 8,611 متر ثاني أعلى قمة في العالم). يبلغ ارتفاع أكثر من نصف القمم أكثر من 4500 متر، ويصل ارتفاع أكثر من خمسين قمة إلى 6500 متر. السفر عبر المنطقة صعب وخطير، على الرغم من أن الحكومة تحاول تطوير مناطق معينة إلى مواقع سياحية ورحلات. بسبب تضاريسها الوعرة وقسوة المناخ، كانت المرتفعات الشمالية وجبال الهيمالايا إلى الشرق حواجز هائلة أمام الحركة إلى باكستان عبر التاريخ.

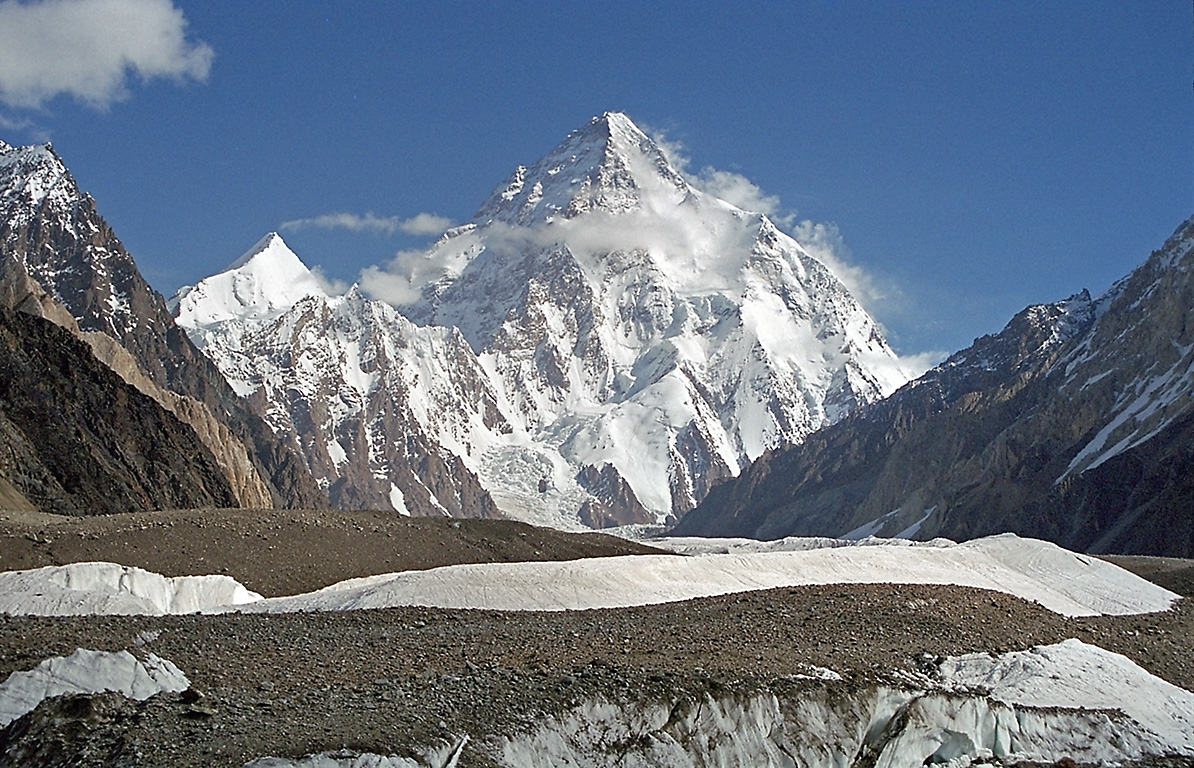
جبل كي 2، عند 8619 مترًا (28251 قدمًا)، هي ثاني أعلى قمة في العالم

جنوب المرتفعات الشمالية وغرب سهل نهر السند توجد سلسلة صفد كوه على طول الحدود الأفغانية وسلسلة جبال سليمان وكيرثار، والتي تحدد الامتداد الغربي لإقليم السند وتصل تقريبًا إلى الساحل الجنوبي. الروافد الدنيا أكثر جفافا بكثير من تلك الموجودة في الشمال، وتتفرع إلى نطاقات تمتد بشكل عام إلى الجنوب الغربي عبر مقاطعة بلوشستان. أدت الوديان الشمالية والجنوبية في بلوشستان والسند إلى تقييد هجرة الشعوب على طول ساحل مكران على بحر العرب شرقًا نحو السهول.
عدة ممرات كبيرة تقطع النطاقات على طول الحدود مع أفغانستان. من بينها ممر خوجاك، على بعد حوالي ثمانين كيلومترًا شمال غرب كويتا في بلوشستان. ممر خيبر، أربعين كيلومتراً غرب بيشاور ويؤدي إلى كابول؛ وممر بروغول في أقصى الشمال، مما يتيح الوصول إلى ممر واخان.
تمتلك أقل من خُمس مساحة الأراضي الباكستانية إمكانية الاستخدام الزراعي المكثف. تتم زراعة جميع الأراضي الصالحة للزراعة تقريبًا بشكل نشط، ولكن الإنتاج منخفض وفقًا للمعايير العالمية. الزراعة متناثرة في الجبال الشمالية والصحاري الجنوبية والهضاب الغربية، لكن حوض نهر السند في البنجاب وشمال السند يتمتع تربة خصبة تمكن باكستان من إطعام سكانها في ظل الظروف المناخية المعتادة.

### حوض سيستان

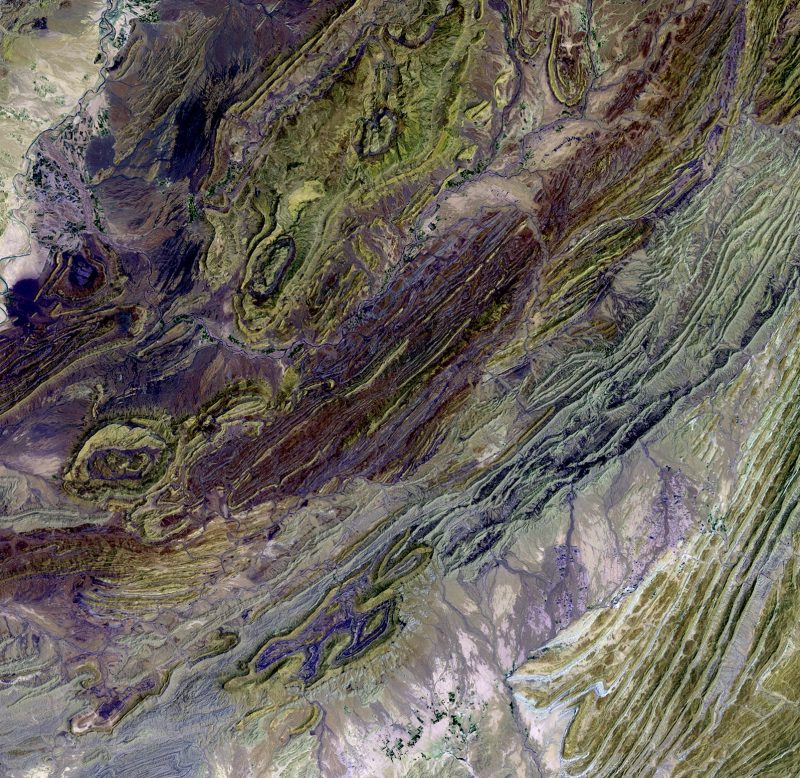
صورة عبر الأقمار الاصطناعية تبين امتداد جبال سليمان

تقع بلوشستان في الطرف الشرقي من الهضبة الإيرانية وفي المنطقة الحدودية ما بين جنوب غرب ووسط وجنوب آسيا. فمن الناحية الجغرافية تعتبر أكبر واحدة من بين المحافظات الأربعة وتشكل 48% من المساحة الإجمالية للأراضي الباكستانية 347,190 كيلومتر مربع (134,051 ميل مربع). تمتاز الكثافة السكانية في هذه المنطقة بالانخفاض بسبب التضاريس الجبلية الوعرة وندره المياه. وتشكل 48٪ من إجمالي مساحة الأراضي الباكستانية. الكثافة السكانية منخفضة للغاية بسبب التضاريس الجبلية وندرة المياه. المنطقة الجنوبية معروفة باسم مكران. تُعرف المنطقة الوسطى باسم قلات.
تهيمن جبال سليمان على الزاوية الشمالية الشرقية وممر بولان هو طريق طبيعي إلى أفغانستان باتجاه قندهار. جزء كبير من المقاطعة جنوب منطقة كويتا عبارة عن تضاريس صحراوية متناثرة بها جيوب من البلدات الصالحة للسكن في الغالب بالقرب من الأنهار والجداول. أكبر صحراء هي صحراء خاران والتي تحتل معظم منطقة خران.
تخضع هذه المنطقة لاضطرابات زلزالية متكررة لأن الصفيحة التكتونية تحت الصفيحة الهندية تضرب الصفيحة تحت أوراسيا حيث تستمر في التحرك شمالًا ودفع جبال الهيمالايا إلى أعلى. المنطقة المحيطة كويتا معرضة بشدة ل الزلازل. أعقب زلزال عنيف في عام 1931 زلزال أقوى تدميرا في عام 1935. تم تدمير مدينة كويتا الصغيرة بالكامل تقريبًا، وتضرر المعسكر العسكري المجاور بشدة. قتل ما لا يقل عن 20000 شخص. استمرار الهزات بالقرب من مدينة كويتا. أحدث زلزال كبير قتل فيه ما يقرب من 10000 شخص ووقع الزلزال في أكتوبر 2008 حيث قتل 30.000 شخص. في كانون الثاني (يناير) 1991، دمر زلزال عنيف قرى بأكملها في خيبر بختونخوا، لكن عدد القتلى في الزلزال أقل بكثير من عدد الذين لقوا حتفهم في عام 1935. كما تسبب زلزال كبير كان مركزه في منطقة كوهيستان في خيبر بختونخوا في عام 1965 في أضرار جسيمة.

## الحدود الدولية

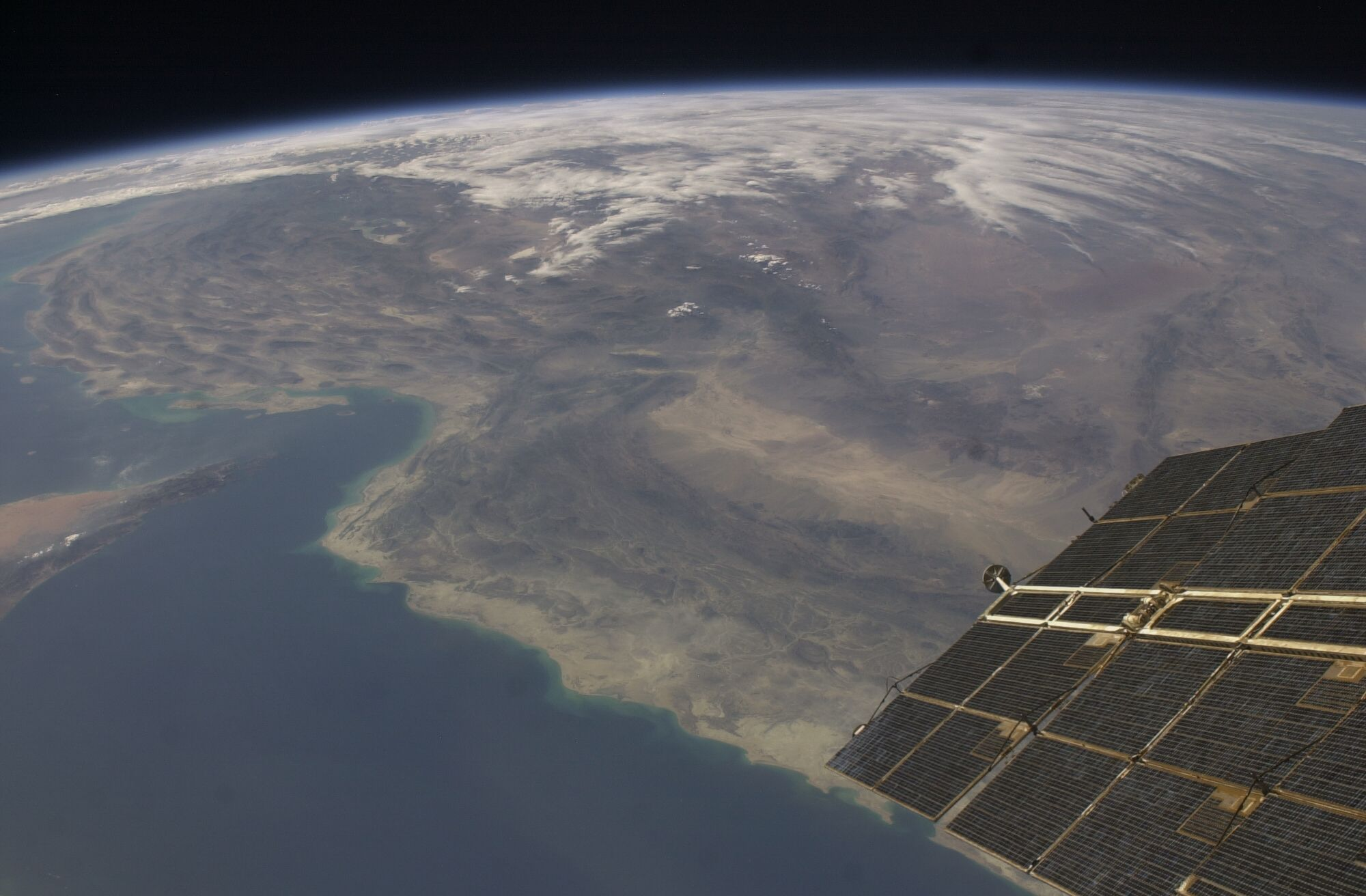
منظر جوي لجنوب باكستان وإيران وخليج عمان.

تشترك باكستان في حدودها مع أربع دول مجاورة - جمهورية الصين الشعبية، وأفغانستان، والهند، وإيران، بينما تفصل طاجيكستان عن طريق ممر واخان الرفيع - ما يصل إلى حوالي 7,307 كيلومتر (4,540.4 ميل) في الطول (باستثناء المناطق الساحلية).

### الحدود الأفغانية الباكستانية
الحدود مع أفغانستان المعروفة بخط دوراند، 2,670 كيلومتر (1,659.1 ميل)، والذي يمتد من هندو كوش وجبال بامير. يمتد شريط ضيق من أراضي أفغانستان يسمى ممر واخان بين باكستان وطاجيكستان.

### الحدود الصينية الباكستانية
يبدأ الطرف الشرقي لممر واخان الحدود الصينية الباكستانية بين جمهورية الصين الشعبية وباكستان ويمتد حوالي 559 كيلومتر (347.3 ميل). وهي تسير باتجاه الجنوب الشرقي وتنتهي بالقرب من ممر كاراكورام. تم تحديد هذا الخط من عام 1961 إلى عام 1965 في سلسلة من الاتفاقيات بين الصين وباكستان وأخيراً في 3 مارس 1963 اتفقت حكومتا إسلام أباد وبكين رسميًا. من المفهوم أنه إذا تم حل الخلاف حول كشمير، فسيلزم مناقشة الحدود مرة أخرى.

### الحدود بين الهند وباكستان
تحتوي المناطق الشمالية على خمسة من أعلى سبعة عشر قمة في العالم جنبًا إلى جنب مع أعلى سلسلة جبال كاراكورام وجبال الهيمالايا. كما أن بها أنهار جليدية واسعة النطاق لدرجة أنه يُطلق عليها أحيانًا اسم «القطب الثالث». كان خط الحدود الدولي محل نزاع محوري بين باكستان والهند منذ عام 1947، وكان نهر سياشين الجليدي في شمال كشمير ساحة مهمة للقتال بين الجانبين منذ عام 1984، على الرغم من وفاة عدد أكبر بكثير من الجنود بسبب التعرض له. البرد من أي مناوشات في الصراع بين جيوشهم الوطنية في مواجهة بعضها البعض.

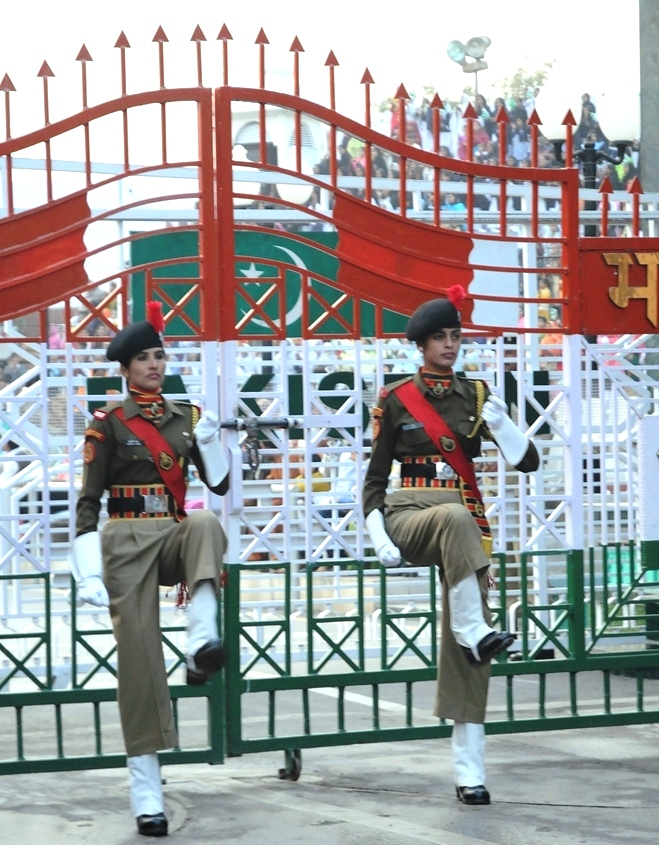
الحدود بين الهند وباكستان

يمتد خط وقف إطلاق النار الباكستاني - الهندي من ممر كاراكورام بين الغرب والجنوب الغربي إلى نقطة تبعد حوالي 130 كيلومترًا شمال غرب لاهور. تم ترتيب هذا الخط، الذي يبلغ طوله حوالي 770 كيلومترًا، بمساعدة الأمم المتحدة (UNO) في نهاية الحرب الهندية الباكستانية 1947-1948. دخل خط وقف إطلاق النار حيز التنفيذ في 1 يناير 1949، بعد ثمانية عشر شهرًا من القتال بين القوات الهندية والقوات الباكستانية، وتم تعديله والاتفاق عليه مؤخرًا من قبل البلدين وفقًا لاتفاقية شيملا المؤرخة 2 يوليو 1972 بين إنديرا غاندي وذو الفقار علي بوتو. منذ ذلك الحين، أصبح يُعرف عمومًا باسم خط التحكم أو (LoC).
تستمر الحدود بين الهند وباكستان بشكل غير منتظم باتجاه الجنوب لمسافة حوالي 1280 كيلومترًا، بعد خط رادكليف، المسمى على اسم السير سيريل رادكليف، رئيس لجنة الحدود البريطانية بشأن تقسيم مقاطعتي البنجاب والبنغال في الهند البريطانية في 13 أغسطس 1947.
الحدود الجنوبية أقل إثارة للجدل بكثير من تلك الموجودة في شمال باكستان (كشمير). تنفصل صحراء ثار في مقاطعة السند في الجنوب عن المسطحات الملحية في ران كاتش (كوتش) بحدود تم ترسيمها لأول مرة في 1923-1924. بعد الاستقلال وحل الإمبراطورية، تنازعت باكستان المستقلة والحرة على الحدود الجنوبية للسند، وأسفرت عن سلسلة من الحوادث الحدودية. كانت أقل خطورة وأقل انتشارًا، مع ذلك، من الصراع الذي اندلع في كشمير في الحرب الهندية الباكستانية في أغسطس / آب 1965 والذي بدأ بهذه القضايا الجوهرية الحاسمة. تم إنهاء هذه الأعمال العدائية في الجنوب بوساطة بريطانية خلال عهد هارولد ويلسون، وقبل الجانبان قرار محكمة قضية الحدود الغربية بين الهند وباكستان المعين من قبل الأمين العام للأمم المتحدة بنفسه. أصدرت المحكمة حكمها في 19 فبراير 1968؛ تحديد خط 403 كيلومترات تم ترسيمه لاحقًا من قبل فرق المسح المشتركة، من مطالبتها الأصلية البالغة حوالي 9100 كيلومتر مربع، مُنحت باكستان فقط حوالي 780 كيلومترًا مربعًا. ما وراء النهاية الغربية لقرار المحكمة، فإن الامتداد الأخير لحدود باكستان مع الهند يبلغ طوله حوالي 80 كيلومترًا، ويمتد شرق وجنوب شرق السند إلى مدخل بحر العرب.

### الحدود الإيرانية الباكستانية
الحدود مع إيران 959 كيلومتر (595.9 ميل)، تم تحديده لأول مرة من قبل لجنة بريطانية في نفس العام الذي تم فيه ترسيم حدود خط دوراند، وفصل إيران عما كان يُعرف آنذاك بمقاطعة بلوشستان في الهند البريطانية. يوجد في إيران الحديثة محافظة تسمى سيستان وبلوشستان على الحدود مع باكستان ويقطنها البلوش بأغلبية عرقية. في عام 1957 وقعت باكستان اتفاقية حدودية مع إيران في روالبندي تم بموجبه إعلان الحدود رسميًا ولم يكن لدى البلدين هذه الحدود كموضوع نزاع خطير على الإطلاق.

### الحدود البحرية
منطقة متجاورة
12 ميل بحري (22 كـم؛ 14 ميل)
الجرف القاري
350 ميل بحري (650 كـم؛ 400 ميل)، أو إلى حافة الحافة القارية
المنطقة الاقتصادية الخالصة
290,000 كيلومتر مربع (110,000 ميل2)
البحر الإقليمي
12 ميل بحري (22 كـم؛ 14 ميل)

## المناطق الجغرافية

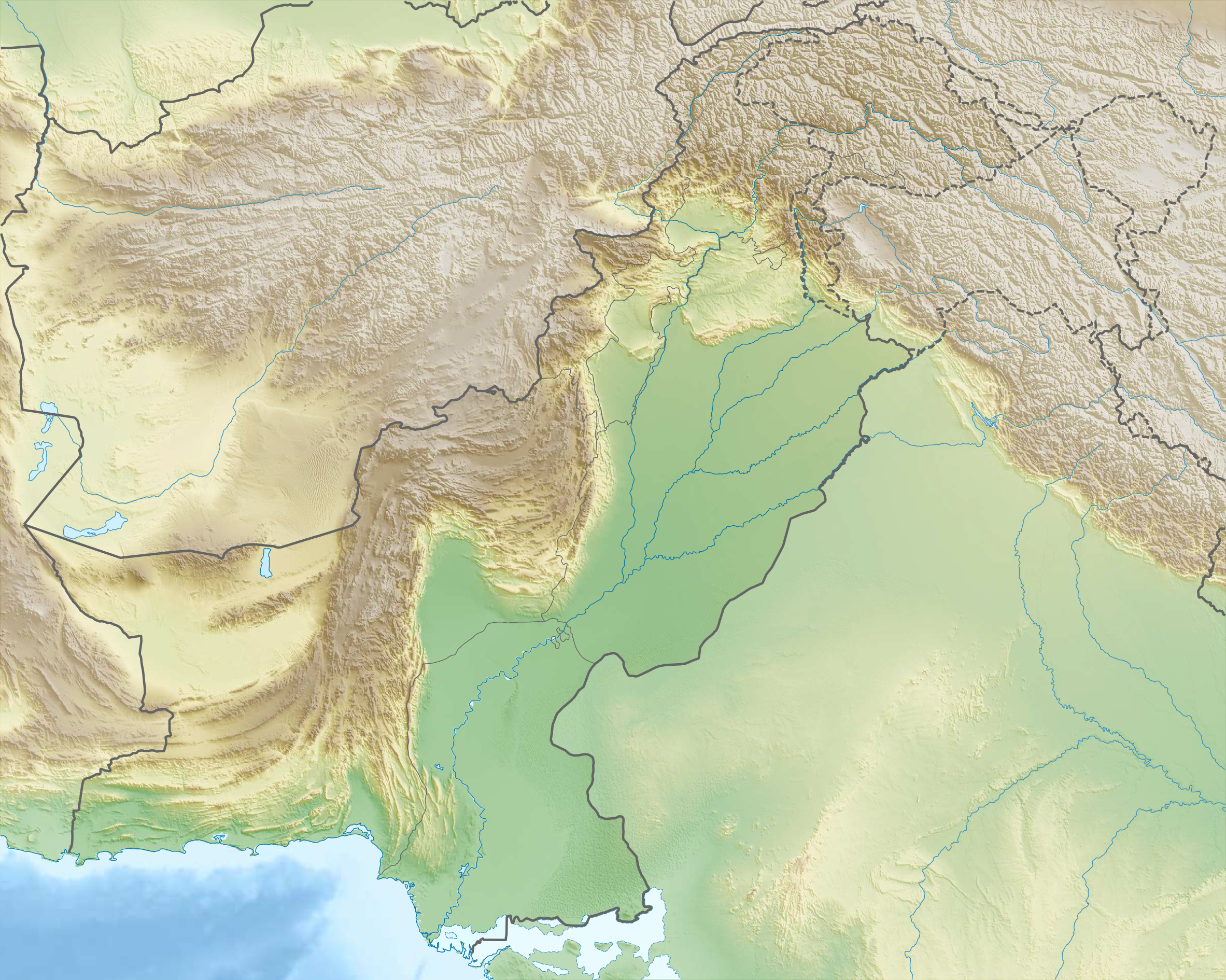
تضاريس باكستان

تنقسم باكستان إلى ثلاث مناطق جغرافية رئيسية: المرتفعات الشمالية. سهل نهر السند، مع وجود قسمين فرعيين رئيسيين يقابلان تقريبًا مقاطعتي البنجاب والسند؛ وهضبة بلوشستان. يعين بعض الجغرافيين مناطق رئيسية إضافية. على سبيل المثال، يتم وصف سلاسل الجبال على طول الحدود الغربية مع أفغانستان أحيانًا بشكل منفصل عن هضبة بلوشستان، وعلى الحدود الشرقية مع الهند، جنوب نهر سوتليج، يمكن اعتبار صحراء ثار منفصلة عن سهل إندوس. ومع ذلك، يمكن تصور الدولة بشكل ملائم بشكل عام على أنها مقسمة إلى ثلاثة من خلال خط وهمي مرسوم باتجاه الشرق من ممر خيبر وآخر مرسوم باتجاه الجنوب الغربي من إسلام أباد في وسط البلاد. إذن تقريبًا، تقع المرتفعات الشمالية شمال الخط الخيالي بين الشرق والغرب؛ تقع هضبة بلوشستان إلى الغرب من الخط الجنوبي الغربي الخيالي. ويقع سهل إندوس إلى الشرق من ذلك الخط.

### سهل نهر السند
يأتي اسم اندوس من الكلمة السنسكريتية هندوسي، والتي تعني المحيط، والتي تأتي منها أيضًا الكلمات السند، هندوسي، والهند. يرتفع نهر السند، وهو أحد أعظم أنهار العالم، في جنوب غرب التبت على بعد حوالي 160 كيلومترًا فقط غرب منبع نهر سوتليج، الذي يتدفق أولاً عبر البنجاب في الهند وينضم إلى نهر السند في البنجاب الباكستاني، وبراهمابوترا، التي تجري. شرقا قبل أن تتحول إلى الجنوب الغربي وتتدفق عبر الهند وبنغلاديش. تقدر مساحة مستجمعات المياه في نهر السند بحوالي مليون كيلومتر مربع، وتتدفق فيه جميع الأنهار الرئيسية في باكستان - كابول وجيلوم وتشيناب. حوض نهر السند عبارة عن سهل طمي كبير وخصب يتكون من طمي نهر السند. كانت هذه المنطقة مأهولة بالحضارات الزراعية منذ 5000 عام على الأقل.

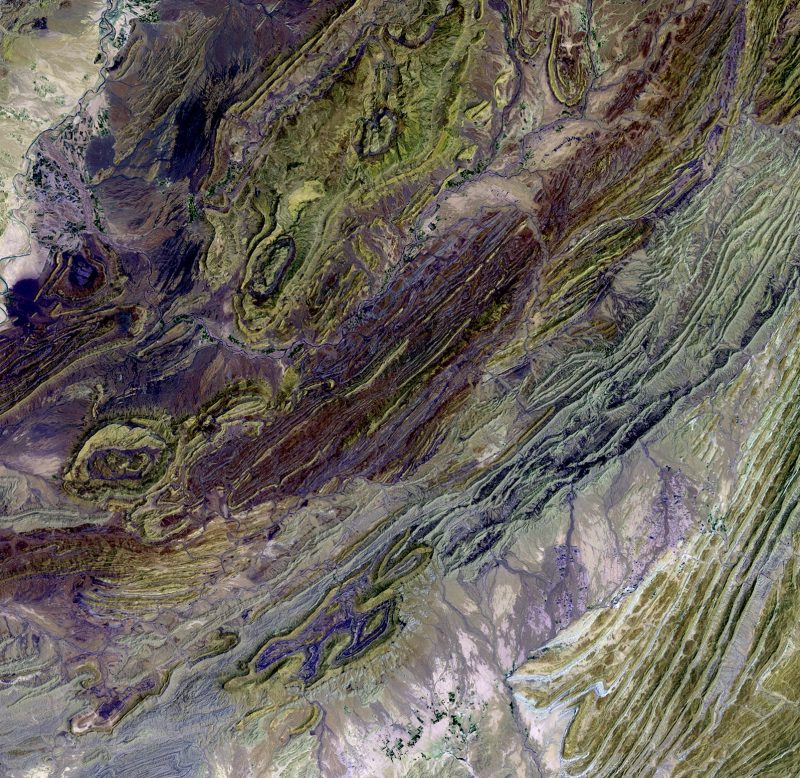
صورة الأقمار الصناعية لسلسلة جبال سليمان.

## المناطق الجيوسياسية
جغرافيًا، تقع باكستان عند تقاطع الهضبة الفارسية وشبه القارة الهندية، حيث يفصل بين المناطق تقريبًا نهر السند.

### شرق باكستان
تشمل هذه المنطقة الوحدات الإدارية في السند والبنجاب وإسلام أباد، وتغطي تقريبًا المناطق الرئيسية من سهل الغانج الهندي في أقصى غرب شبه القارة الهندية، وهي في الغالب موطنًا للشعوب الهندية الآرية.

### غرب باكستان
تشمل هذه المنطقة مقاطعات بلوشستان وخيبر بختونخوا، والتي تغطي المنطقة الشرقية من الهضبة الفارسية، وهي في الغالب موطنًا للشعوب الإيرانية.

### شمال باكستان
يشمل هذا عادةً أقاليم جيلجيت بالتستان وآزاد كشمير، على الرغم من وجود بعض التداخل مع مقاطعة الحدود الشمالية الغربية. هذه المنطقة هي في الغالب موطن لشعوب الدرد.

## مناخ

خريطة تصنيف مناخ المناطق باكستان.

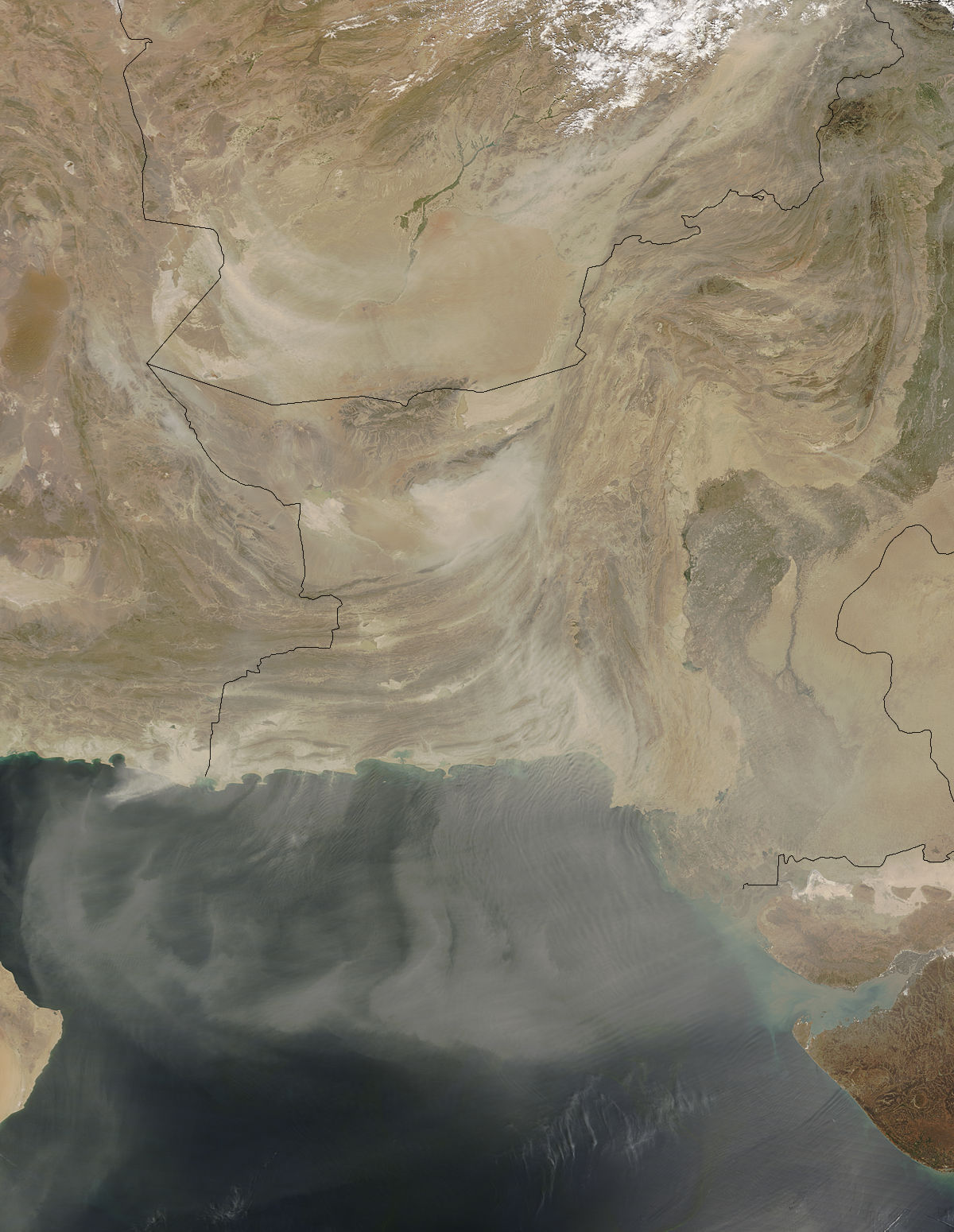
عاصفة ترابية فوق باكستان والدول المجاورة، 7 أبريل 2005.

تقع باكستان في المنطقة المعتدلة، مباشرة فوق مدار السرطان. يختلف المناخ من استوائي إلى معتدل. توجد ظروف قاحلة في الجنوب الساحلي، وتتميز بموسم رياح موسمية مع هطول أمطار كافية وموسم جاف مع هطول أمطار أقل، بينما تشهد مقاطعة البنجاب هطول أمطار غزيرة، وتفاوتات واسعة بين درجات الحرارة القصوى في مواقع معينة. يختلف هطول الأمطار من أقل من 10 بوصة في السنة إلى أكثر من 150 بوصة في السنة، في أجزاء مختلفة من الأمة. ومع ذلك، يجب ألا تحجب هذه التعميمات الاختلافات المميزة الموجودة بين مواقع معينة. على سبيل المثال، عادة ما تكون المنطقة الساحلية على طول بحر العرب دافئة، في حين أن التلال المتجمدة المغطاة بالثلوج في سلسلة جبال كاراكورام والجبال الأخرى في أقصى الشمال باردة جدًا على مدار السنة بحيث لا يمكن الوصول إليها إلا من قبل المتسلقين ذوي المستوى العالمي من أجل أسابيع قليلة في مايو ويونيو من كل عام.
يوجد في باكستان أربعة فصول: شتاء بارد وجاف يتميز بدرجات حرارة معتدلة من ديسمبر إلى فبراير؛ ربيع حار وجاف من مارس حتى مايو؛ موسم الأمطار في الصيف، أو فترة الرياح الموسمية الجنوبية الغربية، من يونيو حتى سبتمبر؛ وفترة تراجع الرياح الموسمية في أكتوبر ونوفمبر. يختلف بداية هذه الفصول ومدتها إلى حد ما حسب الموقع.
يختلف المناخ في العاصمة إسلام أباد من متوسط منخفض يومي يبلغ 5 °م (41.0 °ف) في يناير إلى متوسط يومي مرتفع يبلغ 40 °م (104 °ف) في يونيو. نصف هطول الأمطار السنوي يحدث في شهري يوليو وأغسطس، بمتوسط حوالي 300 مليمتر (11.81 بوصة) في كل من هذين الشهرين. ما تبقى من العام به أمطار أقل بشكل ملحوظ، حيث تصل إلى حوالي 100 مليمتر (3.94 بوصة) شهريا. عواصف البَرَد شائعة في أوائل الربيع.
تعتبر كراتشي، أكبر مدن باكستان، والتي تعد أيضًا المركز الصناعي للبلاد، أكثر رطوبة من إسلام أباد ولكنها تسقط كميات أقل من الأمطار بشكل ملحوظ. فقط يوليو وأغسطس بمتوسط يزيد عن 50 مليمتر (1.97 بوصة) هطول الأمطار في منطقة كراتشي؛ الأشهر المتبقية جافة للغاية مع القليل من الأمطار. كما أن درجة الحرارة أكثر انتظامًا في كراتشي عنها في إسلام أباد، حيث تتراوح من متوسط منخفض يومي يبلغ 13 °م (55.4 °ف) خلال أمسيات الشتاء بمتوسط ارتفاع يومي يبلغ 34 °م (93.2 °ف) في أيام الصيف. على الرغم من أن درجات الحرارة في الصيف لا ترتفع مثل تلك الموجودة في البنجاب، إلا أن الرطوبة العالية تسبب قدرًا كبيرًا من الانزعاج للسكان.

### موارد المياه
الطاقة الهيدرولوجية هي مورد متجدد يفيد باكستان كثيرًا. بعد معاهدة مياه السند في عام 1960، قرر البنك الدولي أن الهند ستستخدم مياه نهر سوتليج ورافي وبيز، وستستخدم باكستان مياه نهر إندوس وجيلوم وتشيناب. طُلب من باكستان بناء سدين، أحدهما تربيلا والثاني مانجلا، وخمسة قناطر، وثماني قنوات ربط، وسيفون بوابات. لهذا، قيل للهند أن تشارك 60٪، في حين أن باكستان، 40٪. تدرس باكستان تطوير توربينات الرياح لتلبية الطلب على الكهرباء. تزدهر الطاقة الشمسية الآن ببطء لكنها لا تزال مثبتة على نطاق صغير.
يُعرف أكبر نهر في باكستان باسم نهر السند الذي يتدفق من التبت / الصين ويدخل باكستان عبر جيلجيت بالتستان. ينقسم نظام نهر السند إلى سهلين. يبدأ سهل أعالي إندوس من شمال باكستان وينتهي في ميثانكوت. نهر السند له روافد على الجانبين الغربي والشرقي. روافد نهر السند الشرقية هي جيلوم وتشيناب وسوتليج ورافي وباس. تتدفق هذه الأنهار الأربعة في البنجاب وتلتقي في بنجناد حيث تُعرف باسم نهر بانجناد. روافد نهر السند الغربية هي أنهار سوات وكابول وكرام وتوتشي وجومال ونهر زوب. تنضم هذه الأنهار إلى نهر السند في KPK. في ميثانكوت تلتقي هذه الأنهار أخيرًا بنهر اندوس. بعد ذلك يتدفق نهر السند بمفرده عبر سهل السند السفلي. يبدأ سهل السند السفلي من ميثانكوت حتى ثاتا حيث يلتقي نهر السند ببحر العرب. يُعرف هذا المكان أيضًا باسم دلتا الدوس.

### موارد الوقود
تمتلك باكستان موارد طاقة هائلة، بما في ذلك احتياطيات الغاز الطبيعي الضخمة، واحتياطيات النفط البترولي، وحقول الفحم، وإمكانات الطاقة الكهرومائية الكبيرة.

### الزراعة
حوالي 26٪ من إجمالي مساحة الأراضي الباكستانية مزروعة ويسقيها أحد أكبر أنظمة الري في العالم. أهم المحاصيل هي القطن، والقمح، والأرز، وقصب السكر، والذرة، والذرة الرفيعة، والدخن، والبقول، والبذور الزيتية، والشعير، والفواكه والخضروات، والتي تمثل مجتمعة أكثر من 75٪ من قيمة إجمالي إنتاج المحاصيل.

### مصايد الأسماك
تلعب صناعة صيد الأسماك وصيد الأسماك دورًا مهمًا في الاقتصاد الوطني لباكستان. بساحل يبلغ حوالي 1046 كم، تمتلك باكستان موارد سمكية كافية ليتم تطويرها بالكامل. كما أنها مصدر رئيسي لكسب الصادرات.[بحاجة لمصدر]

### الحراجة
حوالي 4.1٪ فقط من الأراضي في باكستان مغطاة بالغابات. تعد غابات باكستان مصدرًا رئيسيًا للغذاء والخشب والورق وخشب الوقود واللاتكس والأدوية وكذلك تستخدم لأغراض الحفاظ على الحياة البرية والسياحة البيئية.[بحاجة لمصدر]

### التعدين
يحتوي نطاق الملح في هضبة بوتوار على رواسب كبيرة من الملح الصخري. تمتلك باكستان موارد معدنية واسعة، بما في ذلك احتياطيات كبيرة إلى حد ما من الجبس والحجر الجيري والكروميت وخام الحديد والملح الصخري والفضة والذهب والأحجار الكريمة والأحجار الكريمة والرخام والبلاط والنحاس والكبريت وطين النار ورمل السيليكا.[بحاجة لمصدر]

## البيئة والمحافظة عليها
تمثل القضايا البيئية مشكلة كبيرة لطبيعة وأمة باكستان، وهي تخل بالتوازن بين التنمية الاقتصادية وحماية البيئة. نظرًا لأن باكستان مستورد كبير لكل من الموارد الطبيعية المستنفدة والمتجددة ومستهلكًا كبيرًا للوقود الأحفوري، فإن وزارة البيئة في حكومة باكستان تتحمل مسؤولية الحفاظ على البيئة وحمايتها.[بحاجة لمصدر]
القضايا الحالية: تلوث المياه من مياه الصرف الصحي الخام، والنفايات الصناعية، والجريان السطحي الزراعي؛ موارد محدودة من المياه العذبة الطبيعية؛ غالبية السكان لا يحصلون على مياه صالحة للشرب؛ إزالة الغابات. تآكل التربة التصحر.[بحاجة لمصدر]

### الكوارث الطبيعية
تتعرض باكستان لزلازل متكررة غالبًا ما تكون شديدة (خاصة في الشمال والغرب) وفيضانات شديدة على طول نهر السند بعد هطول أمطار غزيرة (يوليو وأغسطس). الانهيارات الارضية شائعة في الجبال الشمالية.[بحاجة لمصدر]

### مناطق محمية
هناك 35 متنزهًا وطنيًا، و 135 محمية للحياة البرية، و 160 محمية طرائد، و 9 مناطق محمية بحرية وساحلية، و 19 منطقة رطبة محمية، وعدد من الأراضي العشبية المحمية الأخرى، والأراضي الشجرية، والأراضي الحرجية والمعالم الطبيعية.

### مسطحات المد والجزر
اقترح تحليل عالمي حديث للاستشعار عن بعد أن هناك 1,575 كيلومتر مربع من مسطحات المد والجزر في باكستان، مما يجعلها الدولة رقم 20 من حيث كمية المد والجزر التي تحدث هناك.

### اتفاقات دولية
باكستان طرف في عدة اتفاقيات دولية تتعلق بالبيئة والمناخ، من أبرزها:
| المعاهدات والاتفاقيات             | المعاهدات والاتفاقيات                                                                      |
| --------------------------------- | ------------------------------------------------------------------------------------------ |
| مناطق وبحار محددة                 | قانون البحار وتلوث السفن (ماربول 73/78)                                                    |
| الغلاف الجوي والمناخ              | تغير المناخ، حماية طبقة الأوزون، حظر التجارب النووية                                       |
| التنوع البيولوجي والبيئة والغابات | التصحر، الأنواع المهددة بالانقراض، تعديل البيئة، الأراضي الرطبة، الحفاظ على الحياة البحرية |
| النفايات                          | المخلفات الخطرة                                                                            |
| الأنهار                           | معاهدة مياه السند                                                                          |